# Joanna Trzepiecińska
Joanna Trzepiecińska (sinh ngày 7 tháng 9 năm 1965 tại Tomaszów Mazowiecki) là một diễn viên điện ảnh, diễn viên truyền hình và diễn viên sân khấu người Ba Lan. Bà nổi tiếng với vai diễn trong sê-ri phim truyền hình Ba Lan có tên Rodzina zastępcza (Foster Family).

## Thành tích nghệ thuật
- 1987: Rzeka kłamstwa – Joanna Macieszanka
- 1988: Dotknięci – Wanda Milewska
- 1989: Czarny wąwóz – Lotka
- 1989: Stan strachu – Iwona
- 1989: Sztuka kochania – Anna
- 1990: Kanalia – Tamara
- 1990: Powrót wilczycy – Iza Ziębalska
- 1990: W środku Europy – Bożena
- 1991: Nad rzeką, której nie ma – Marta
- 1991: Obywatel świata – Joasia
- 1991: Panny i wdowy – Karolina
- 1991: Papierowe małżeństwo (Paper Marriage) – Alicja Strzałkowska
- 1993: Balanga – Kobieta
- 1993: Do widzenia wczoraj. Dwie krótkie komedie o zmianie systemu – Mama Zosi
- 1993: Łowca. Ostatnie starcie – Parvina
- 1994: Molly – Kasia
- 1995: Dzieje mistrza Twardowskiego
- 1995: Prowokator – Anna Kawielin
- 1996: Bar Atlantic – Hanka Rupcuś-Gąsienica
- 2000–2005: Plebania – Anna Stajniak
- 2000–2009: Rodzina zastępcza/Rodzina zastępcza plus (Foster Family / Foster Family and Others) – Alutka Kossoń
- 2002: Na dobre i na złe – Renata Zawadzka
- 2005: Anioł Stróż – Anna Górska
- 2006–2007: Pogoda na piątek – Jola
- 2008–2011: Barwy szczęścia – Renata
- 2008: I kto tu rządzi? – Anka
- 2014: Na Wspólnej – Betty Sulinsky, mẹ của Nicole